# Aït Issafen
Aït Issafen est une petite ville et une commune rurale de la province de Tiznit dans la région de Souss-Massa-Drâa au Maroc. Au recensement de 2004, la commune comptait une population totale de 5026 personnes vivant dans 1064 ménages.